# Russisches Staatsarchiv Alter Akten

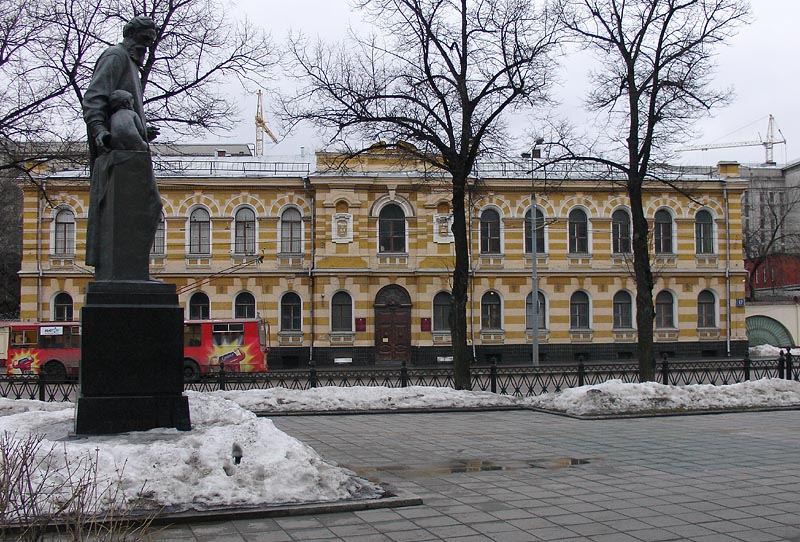
Archivgebäude

Das Russische Staatliche Archiv Alter Akten (russisch Российский государственный архив древних актов, РГАДА / RGADA) ist das zentrale russische Archiv für Handschriften und Drucke besonders aus dem 11. bis 17. Jahrhundert. Es befindet sich in Moskau in der Große Pirogowskaja-Straße 17.
Das Archiv besitzt heute über drei Millionen Dokumente in 1383 Sammlungen (Fonds). Es wurde 1925 aus fünf Sammlungen gegründet.